# David Szalay
David Szalay (/ˈ s ɒ l ɔɪ / ; né en 1974 à Montréal, Canada) est un écrivain canadien-hongrois.

## Biographie
Szalay est né à Montréal en 1974 d'une mère canadienne et d'un père hongrois. Sa famille s'installe ensuite à Beyrouth. Ils ont été contraints de quitter le Liban après le début de la guerre civile libanaise. Ils ont ensuite déménagé à Londres, où il a fréquenté la Sussex House School,. Szalay a étudié à l'université d'Oxford. Après avoir obtenu son diplôme, Szalay a occupé divers postes dans la vente à Londres. Il s'installe à Bruxelles, puis en 2009, à Pécs, ville natale de son père, pour poursuivre son ambition de devenir écrivain. Actuellement, il vit à Vienne.

## Carrière
Szalay a remporté le prix Betty Trask pour son premier roman, Londres et le Sud-Est, ainsi que le prix commémoratif Geoffrey Faber. Depuis, il a écrit quatre autres romans : Innocent (2009), Spring (2011), Turbulence et Flesh (2025). Son recueil de nouvelles Turbulence, publié en 2018, est né d'une série d'émissions de 15 minutes qu'il a écrit pour BBC Radio 4. Les douze histoires de suivent différentes personnes lors de vols à travers le monde. Il explore la mondialisation de la famille et de l’amitié au 21e siècle.
Un recueil de nouvelles, All That Man Is, a été présélectionné pour le prix Man Booker et a remporté le prix Gordon Burn en 2016,. Le Spectator a déclaré que « personne ne capture aussi bien que Szalay l'extrême tristesse de l'Europe moderne ». L'Observer s'est interrogé sur sa structure et sur sa qualification de roman au sens traditionnel du terme : « Est-ce que, comme Jonathan Cape veut nous le faire croire, ce roman fonctionne-t-il vraiment comme un roman ? Oui, il y a une cohérence thématique qui en fait plus qu'un recueil, et Szalay y ajoute même un lien narratif (l'homme de 73 ans, semble-t-il, est le grand-père de la jeune femme de 17 ans). Mais quand même, un roman ? Je ne pense pas. »
Szalay a été inclus dans la liste 2010' Telegraph des 20 meilleurs écrivains britanniques de moins de 40 ans, ainsi que dans l'édition 2013 du Granta Best of Young British Novelists.

## Vie personnelle
Szalay vit à Vienne avec sa femme et ses deux enfants.

### Livres
- London and South-East (édition britannique par Vintage Books, 2009 ; édition américaine par Graywolf Press, 2017)
- The Innocent (Vintage, 2010)
- Spring (Graywolf Press, 2012)
- All That Man Is(Graywolf Press, 2016)
- Turbulence (Jonathan Cape, 2018)[13]
- Flesh (Simon & Schuster, 2025)